# Instituto Ucraniano
Instituto Ucraniano (em ucraniano: Український інститут; romaniz.: Ukrayinsʹkyy instytut) é uma agência estatal da Ucrânia que representa a cultura ucraniana. O instituto foi fundado pelo Conselho de Ministros da Ucrânia em 2017 e pertence ao ramo de gestão do Ministério das Relações Externas da Ucrânia. Começou a sua actividade plena no verão de 2018, após a nomeação de Volodymyr Sheiko para o cargo de executivo da agência.
A missão da organização é fortalecer a subjectividade internacional e doméstica da Ucrânia através das possibilidades da diplomacia cultural.
Em 2019, o instituto implementou 85 projectos, incluindo o Festival Ucraniano de Música Contemporânea de Nova Iorque, o Ano da Cultura Áustria-Ucrânia 2019, apresentações de guias de áudio em língua ucraniana em museus ao redor do mundo, concertos, eventos de networking, entre outros.